# British Nationality Act 1981
Lire en ligne

http://www.legislation.gov.uk/ukpga/1981/61/contents/enacted

Le British Nationality Act 1981 est une loi du Parlement du Royaume-Uni à propos de la citoyenneté britannique. Il est la base du droit de la nationalité et de la citoyenneté britannique depuis le 1er janvier 1983.

## Sources
- (en) Cet article est partiellement ou en totalité issu de l’article de Wikipédia en anglais intitulé « British Nationality Act 1981 » (voir la liste des auteurs).

## Compléments